# Ralph Vary Chamberlin
Ralph Vary Chamberlin (1879-1967) fue un zoólogo, etnógrafo e historiador estadounidense de Salt Lake City, Utah. Fue miembro de la facultad de la Universidad de Utah durante más de 25 años, donde ayudó a establecer la Escuela de Medicina y se desempeñó como primer decano, y más tarde se convirtió en jefe del departamento de zoología. También enseñó en la Universidad Brigham Young y en la Universidad de Pensilvania, y trabajó durante más de una década en el Museo de Anatomía Comparada de la Universidad de Harvard, donde describió especies de todo el mundo.
Chamberlin fue un taxónomo prolífico que nombró más de 4000 nuevas especies animales en más de 400 publicaciones científicas. Se especializó en arácnidos (arañas, escorpiones y parientes) y miriápodos (ciempiés, milpiés y parientes), y se encuentra entre los aracnólogos y miriapodólogos más prolíficos de la historia. Describió más de 1400 especies de arañas, 1000 especies de milpiés y la mayoría de los ciempiés de América del Norte. También realizó estudios etnobiológicos pioneros con los goshute y otros pueblos indígenas de la Gran Cuenca, catalogando nombres indígenas y usos culturales de plantas y animales.
Nació en Salt Lake City, recibió un PhD de la Universidad de Cornell en 1904.
Vivió junto a la comunidad indígena de Goshute para estudiar las plantas, escribiendo el libro Ethnobotany of the Gosiute Indians of Utah (Etnobotánica de los indígenas Gosiute de Utah).
Se casó con Daisy Della Ferguson en 1899. Luego con Edith Simmons en 1922.
En cuanto a su trabajo, describió 77 géneros y 1001 especies entre los años 1904 y 1958, 464 especies y 38 géneros los describió en colaboración con Wilton Ivie.
Era tío de Joseph Conrad Chamberlin, junto a quien describió numerosas especies de Pseudoscorpionida.

## Algunas publicaciones
- 1911. The Meaning of Organic Evolution. Provo, Utah (texto)
- 1911. The ethno-botany of the Gosiute Indians of Utah. Memoirs of the Am. Anthropological Assoc. 2: 330-384 (texto)
- 1919. The Annelida Polychaeta. Museum of Comparative Zoology at Harvard College. 514 pp.
- 1920. The Myriopoda of the Australian region. Memoirs of the Museum of Comparative Zoology. 235 pp.
- ------------, w. Ivie. 1942. A hundred new species of American spiders. Bull. of the Univ. of Utah 32 (13) 117 pp. (texto)
- ------------, r.l. Hoffman. 1958. Checklist of the millipeds of North America. Bull. of the US Nat. Museum 212: 1-236 (texto Archivado el 14 de mayo de 2013 en Wayback Machine.)
- ------------. 1960. The University of Utah, a history of its first hundred years, 1850 to 1950. Univ. of Utah Press, 668 pp.

### Taxones epónimos

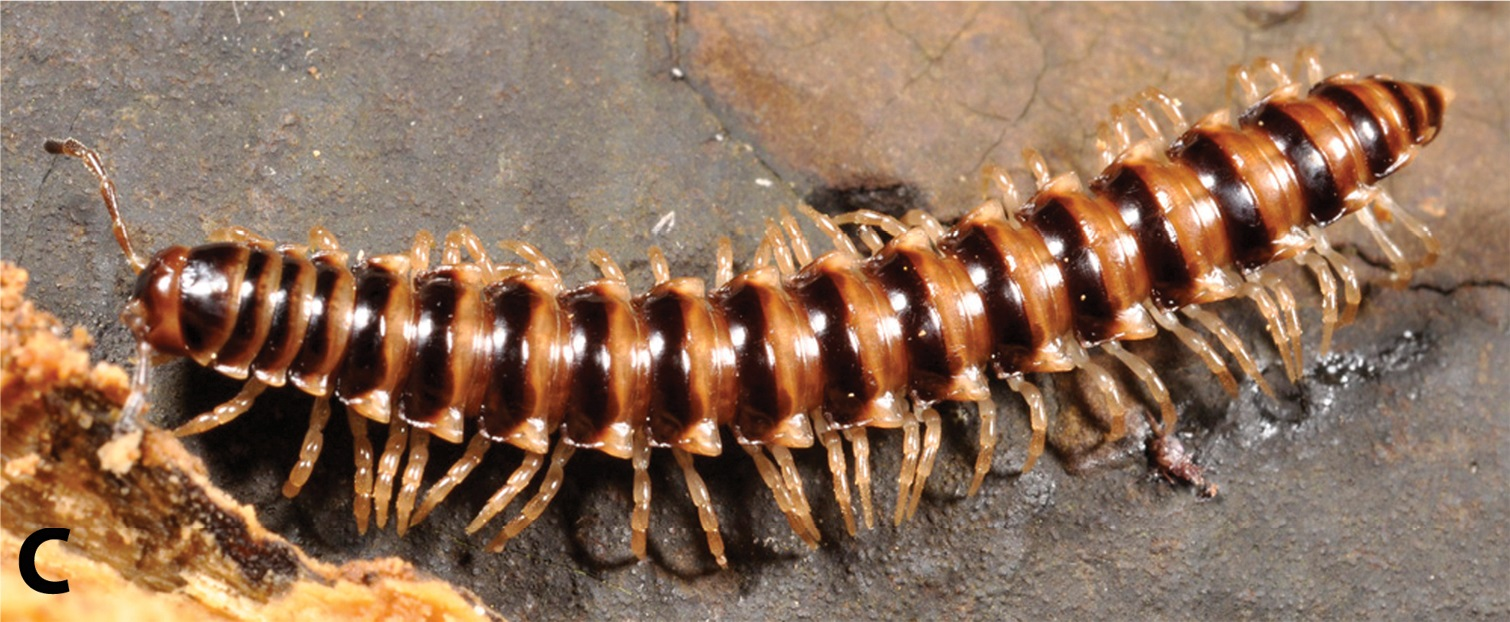
Chamberlinius uenoi, islas Ryukyu, Japón

A continuación se enumeran los taxones nombrados en su honor, seguidos por el autor y el año de nomenclatura y la familia taxonómica. Los taxones se enumeran como se describieron originalmente, aunque investigaciones posteriores pueden haber reasignado taxones o haber convertido algunos como sinónimos inválidos de taxones previamente nombrados.
- Paeromopus chamberlini Brolemann, 1922[1]
- Tibellus chamberlini Gertsch, 1933 (Philodromidae)[2]
- Hivaoa chamberlini Berland, 1942 (Tetragnathidae)[3]
- Euglena chamberlini D. T. Jones, 1944 (Euglenaceae)[4]
- Chondrodesmus chamberlini Hoffman, 1950 (Polydesmida, Chelodesmidae)[5]
- Chamberlinia Machado, 1951 (Geophilomorpha, Oryidae)
- Haploditha chamberlinorum (nombrado en su honor y en el de su sobrino Joseph Conrad Chamberlin)[6] Caporiacco, 1951 (Tridenchthoniidae)
- Rhinocricus chamberlini Schubart, 1951[7]
- Chamberlineptus Causey, 1954 (Spirostreptidae)[8]
- Chamberlinius Wang, 1956
- Haplodrassus chamberlini Platnick & Shadab, 1975 (Gnaphosidae)
- Myrmecodesmus chamberlini Shear, 1977 (Pyrgodesmidae)[9]
- Aphonopelma chamberlini Smith, 1995 (Theraphosidae)[10]
- Mallos chamberlini Bond & Opell, 1997 (Dictynidae)[11]
- Pyrgulopsis chamberlini Hershler, 1998 (Hydrobiidae)[12]